# Norbert Trandafir
Norbert Trandafir (né le 8 février 1988 à Târgu Mureș) est un nageur roumain, spécialiste du 100 m nage libre. Il remporte la médaille de bronze des Championnats d'Europe sur cette distance à Debrecen en 2012. Son meilleur temps est réalisé en 2012, lors des demi-finales, est de 49 s 08. Il a déjà réalisé 48 s 75 à Rome lors des Championnats du monde 2009.